# Euphaedra cuprea
Euphaedra cuprea är en fjärilsart som beskrevs av Jacques Hecq 1980. Euphaedra cuprea ingår i släktet Euphaedra och familjen praktfjärilar. Inga underarter finns listade i Catalogue of Life.